# استیون لوپز
استیون لوپز (انگلیسی: Steven López؛ زادهٔ ۹ نوامبر ۱۹۷۸) یک تکواندوکار اهل ایالات متحده آمریکا است.
وی دو مدال طلا در المپیک سیدنی ۲۰۰۰ و المپیک آتن ۲۰۰۴ و یک مدال برنز در المپیک ۲۰۰۸ کسب نموده‌است. او همچنین برنده ۵ مدال قهرمانی جهان است.